# Joseph Normand
Pour les articles homonymes, voir Normand (homonymie).
Joseph Normand, né le 4 décembre 1894 à La Gresle et mort le 25 mai 1979 à Mably, est un coureur cycliste français. Professionnel de 1920 à 1930, il a participé à quatre reprises au Tour de France et obtient son meilleur classement en 1923 avec une quinzième place. Parmi ses principaux succès, il compte deux victoires sur la Polymultipliée.

## Palmarès
- 1920
  - Circuit du Forez
- 1921
  - Grand Prix de Thizy
  - Championnat de la Loire
  - Circuit des monts du Roannais
  - 3e de Marseille-Lyon
- 1922
  - Circuit du Forez
- 1924
  - 2e du Circuit du Forez
  - 2e du Circuit du Jura
  - 3e de Paris-Saint-Étienne
  - 3e de Lyon-Grenoble-Lyon
  - 3e du Circuit des villes d'eaux d'Auvergne
- 1925
  - Circuit du Forez
  - Nevers-Vichy-Nevers
  - 2e de Marseille-Lyon
  - 2e du Grand Prix de Thizy
- 1926
  - Circuit du Mont-Blanc
  - 2e du Circuit du Jura
  - 2e du Circuit des villes d'eaux d'Auvergne
  - 3e du Grand Prix de Thizy
  - 3e de Lyon-Belfort
- 1927
  - 2e du Circuit du Cantal
  - 3e de la Course de côte du mont Faron
  - 3e du Circuit des villes d'eaux d'Auvergne
- 1928
  - Polymultipliée
  - 2e de Lyon-Genève-Lyon
- 1929
  - Polymultipliée
- 1930
  - 2e de la Course de côte du mont Faron

## Résultats sur le Tour de France
4 participations
- 1920 : abandon (4e étape)
- 1921 : 23e
- 1923 : 15e
- 1928 : abandon (4e étape)